# 阿尔帕亚格和欧雷亚克
阿尔帕亚格和欧雷亚克（法語：Arpaillargues-et-Aureillac，法語發音：[aʁpajaʁɡ e oʁɛjak]）是法国加尔省的一个市镇，属于尼姆区。

## 地理
阿尔帕亚格和欧雷亚克（44°0'2"N, 4°22'21"E）面积13.67 平方千米，位于法国奧克西塔尼大區加尔省，该省份为法国南部沿海省份，南端濒地中海，北起顺时针与阿尔代什省、沃克吕兹省、罗讷河口省、埃罗省、阿韦龙省和洛泽尔省接壤。
与阿尔帕亚格和欧雷亚克接壤的市镇（或旧市镇、城区）包括：欧比萨尔格、布洛扎克、布尔迪克、蒙塔朗和圣梅迪耶、塞尔维耶和拉博姆、于泽斯。

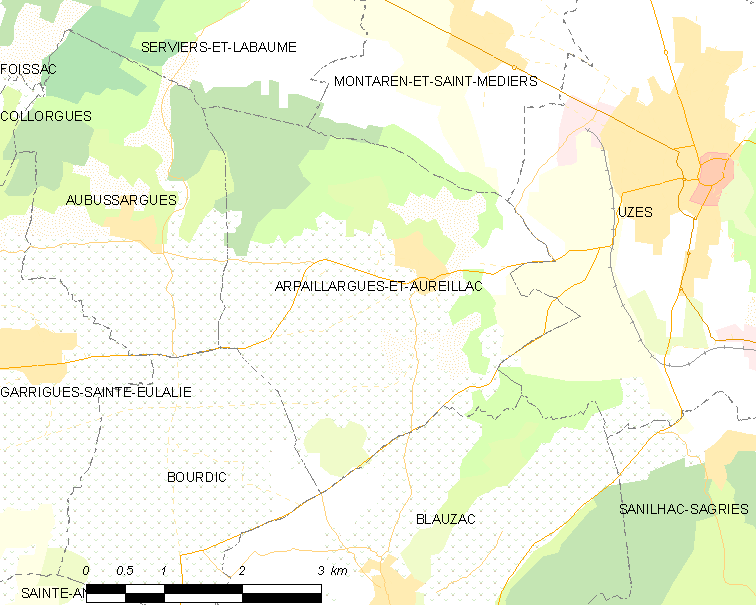
阿尔帕亚格和欧雷亚克的OSM定位图

阿尔帕亚格和欧雷亚克的时区为UTC+01:00、UTC+02:00（夏令时）。

## 行政
阿尔帕亚格和欧雷亚克的邮政编码为30700，INSEE市镇编码为30014。

## 政治
阿尔帕亚格和欧雷亚克所属的省级选区为于泽斯县。

## 人口

1962-2008年间阿尔帕亚格和欧雷亚克人口变化图示

阿尔帕亚格和欧雷亚克于2022年1月1日时的人口数量为1048人。